# Century Child
Century Child is het vierde album van de Finse band Nightwish, verschenen in 2002 bij Spinefarm Records.

## Tracklist
1. Bless the Child (6:12)
2. End Of All Hope (3:54)
3. Dead To The World (4:19)
4. Ever Dream (4:43)
5. Slaying the Dreamer (4:31)
6. Forever Yours (3:51)
7. Ocean Soul (4:14)
8. Feel For You (3:54)
9. The Phantom Of the Opera (4:09)
10. Beauty Of the Beast (10:22)
  1. Long Lost Love
  2. One More Night To Live
  3. Christabel

## Credits
De muziek is geschreven door Tuomas Holopainen, behalve Long Lost Love, welke door Marco Hietala is geschreven, Slaying the Dreamer en One More Night To Live, beiden door Tuomas Holopainen en Emppu Vuorinen geschreven en The Phantom Of the Opera, geschreven door Andrew Lloyd Webber en Tim Rice.
Het orkest en koor die op de cd te horen zijn worden geleid door Riku Niemi.

## Singles
Van dit album werden de volgende singles uitgebracht:
- Ever Dream (2002)
- Bless the Child (2002)